# Eagar
Eagar é uma vila localizada no estado americano do Arizona, no condado de Apache. Foi incorporada em 1948.

## Geografia
De acordo com o United States Census Bureau, a vila tem uma área de 29,11 km², onde 29,09 km² estão cobertos por terra e 0,03 km² por água.

### Localidades na vizinhança
O diagrama seguinte representa as localidades num raio de 68 km ao redor de Eagar.

## Demografia
Segundo o censo nacional de 2010, a sua população é de 4 885 habitantes e sua densidade populacional é de 167,9 hab/km². Possui 2 045 residências, que resulta em uma densidade de 70,3 residências/km².